# USS Harry F. Bauer (DM-26)
USS Harry F. Bauer (DD-738/DM-26/MMD-26) là một tàu khu trục rải mìn lớp Robert H. Smith được Hải quân Hoa Kỳ chế tạo trong Chiến tranh Thế giới thứ hai. Con tàu được đặt theo tên Thiếu tá Hải quân Harry F. Bauer (1904–1942), Hạm trưởng tàu khu trục vận chuyển cao tốc USS Gregory (APD-3); ông đã tử trận cùng con tàu trong Chiến dịch Guadalcanal năm 1942, được truy tặng Huân chương Ngôi sao bạc và được truy phong lên cấp bậc Trung tá Hải quân. Nó đã hoạt động cho đến hết chiến tranh, và tiếp tục phục vụ cho đến khi được cho xuất biên chế năm 1956, rút đăng bạ năm 1971 và tháo dỡ năm 1974. Harry F. Bauer được tặng thưởng danh hiệu Đơn vị Tuyên dương Tổng thống cùng bốn Ngôi sao Chiến trận do thành tích phục vụ trong Thế Chiến II.

## Thiết kế và chế tạo
Harry F. Bauer được đặt lườn, như là tàu khu trục DD-738 thuộc lớp Allen M. Sumner, vào ngày 6 tháng 3 năm 1944 tại xưởng tàu của hãng Bath Iron Works ở Bath, Maine, và được hạ thủy vào ngày 9 tháng 7 năm 1944; được đỡ đầu bởi bà Gladys Boyd Bauer, vợ góa Trung tá Bauer. Nó được xếp lại lớp như một tàu khu trục rải mìn với ký hiệu lườn DM-26 vào ngày 19 tháng 7 năm 1944 trước khi nhập biên chế vào ngày 22 tháng 9 năm 1944 dưới quyền chỉ huy của Hạm trưởng, Trung tá Hải quân Richard-Claggett Williams, Jr.

## Lịch sử hoạt động

### Trận Iwo Jima
Sau khi hoàn tất việc chạy thử máy huấn luyện tại vùng biển Bermuda, và huấn luyện rải/quét mìn ngoài khơi Norfolk, Virginia, Harry F. Bauer khởi hành vào ngày 28 tháng 11 năm 1944 để đi sang vùng bờ Tây, băng qua kênh đào Panama và đi đến San Diego, California vào ngày 12 tháng 12. Sau khi tiếp tục được huấn luyện tại đây và tại vùng biển quần đảo Hawaii, nó rời Trân Châu Cảng vào ngày 27 tháng 1 năm 1945 trong thành phần hộ tống cho một đội vận chuyển tham gia vào chiến dịch đổ bộ lên Iwo Jima.
Khi binh lính dưới quyền chỉ huy chung của Phó đô đốc Richmond K. Turner đổ bộ lên hòn đảo vào ngày 19 tháng 2, Harry F. Bauer hoạt động trong vai trò cột mốc radar canh phòng nhằm cảnh báo sớm các cuộc không kích của đối phương, cũng như tuần tra chống tàu ngầm bảo vệ các tàu vận tải. Khi trận chiến trên bộ diễn ra ác liệt, nó cũng tham gia hoạt động bắn phá bờ biển để phá hủy các công trình phòng ngự của đối phương, cho đến khi nó khởi hành đi Ulithi vào ngày 8 tháng 3, nơi hạm đội được nghỉ ngơi, bảo trì và tiếp liệu nhằm chuẩn bị cho chiến dịch đổ bộ tiếp theo lên Okinawa.

### Trận Okinawa

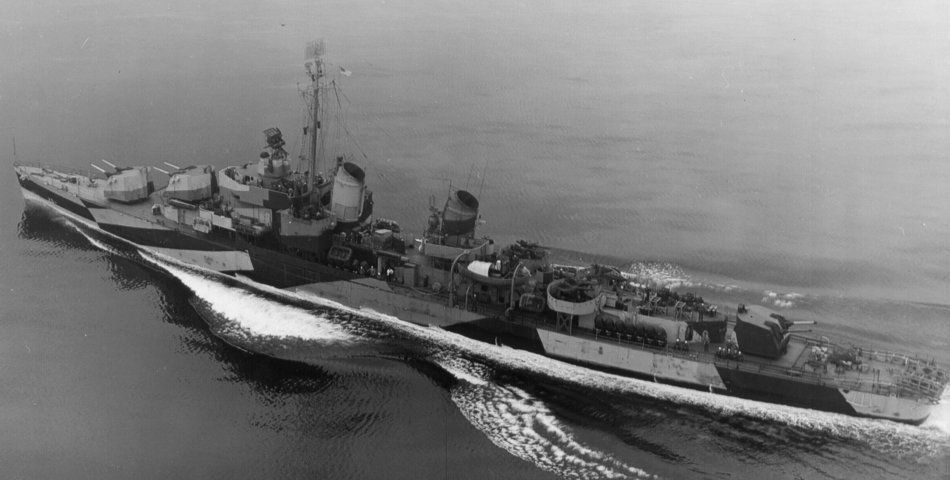
Harry F. Bauer vào năm 1944.

Đi đến ngoài khơi Okinawa vào ngày 25 tháng 3, Harry F. Bauer lập tức phải đối đầu với những đợt không kích cảm tử Kamikaze liên tục của đối phương. Trong một đợt tấn công quy mô lớn của đối phương vào ngày 29 tháng 3, nó bắn rơi ba chiếc và đánh đuổi những chiếc còn lại; đến ngày 6 tháng 4, một máy bay ném bom-ngư lôi đã thả một quả ngư lôi trúng mạn trái mũi tàu và xuyên qua phía mạn phải, nhưng bị tịt ngòi và không kích nổ. Sang ngày 20 tháng 4, con tàu lại chịu đựng một đợt tấn công khác, trực tiếp bắn rơi ba máy bay đối phương và trợ giúp vào việc tiêu diệt thêm hai chiếc khác; bảy ngày sau đó, nó lại chống trả thành công một đợt tấn công và bắn rơi một máy bay đối phương.
Vào ngày 11 tháng 5, một đợt không kích quy mô lớn lại nhắm vào Harry F. Bauer. Một máy bay Kamikaze tự sát, bị hỏa lực phòng không của con tàu bắn trúng, đã đâm xuống sàn sau phía đuôi tàu, sượt qua một loạt các quả mìn sâu trước khi đâm xuống biển; điều kỳ diệu là không có quả mìn nào bị kích nổ. Thêm hai máy bay đối phương khác cũng bị bắn rơi trong ngày hôm đó. Đến ngày 27 tháng 5, một nhóm tàu ngầm đối phương đã tấn công đội hình của chiếc tàu khu trục, và nó đã trợ giúp vào việc tiêu diệt một chiếc trong số đó.
Sang đầu tháng 6, sau khi hạm đội chịu đựng một cơn bão lớn, đến lượt máy bay Kamikaze đối phương phản công. Một tốp đông máy bay đối phương đã tấn công ác liệt, và con tàu đã kiên trì cơ động né tránh và tự vệ, bắn rơi ba máy bay tấn công tự sát. Một trong những chiếc máy bay bổ nhào tự sát đã đâm sượt qua cấu trúc thượng tầng con tàu; con tàu chịu đựng được cú đâm, tiếp tục nổi và vẫn có thể di chuyển. Một trong những thùng nhiên liệu của con tàu bên dưới mực nước phía giữa tàu đã bị thủng, và thủy thủ đoàn tin rằng đó là do mảnh bom xuyên qua; và hai khoang kín nước của con tàu đã bị ngập. Chỉ khi con tàu được sửa chữa sau đó, người ta mới phát hiện một quả bom 550 lb (250 kg) phóng ra từ chiếc máy bay Kamikaze sau cùng đã xuyên qua lườn tàu và nằm bên trong thùng nhiên liệu mà không kích nổ.
Sau khi được sửa chữa tại Leyte, Philippines, Harry F. Bauer đi đến Okinawa vào ngày 15 tháng 8, vào đúng ngày Nhật Bản chấp nhận đầu hàng. Nó lại lên đường vào ngày 20 tháng 8 để đi sang biển Hoa Đông, nơi nó tham gia vào nhiệm vụ rà quét vô số bãi thủy lôi còn lại sau chiến tranh. Con tàu đi đến Sasebo, Nhật Bản vào ngày 28 tháng 10, rồi lên đường bốn ngày sau đó để quay trở về Hoa Kỳ, về đến San Diego vào ngày 22 tháng 12.

### Sau chiến tranh
Được điều động gia nhập Hạm đội Đại Tây Dương, Harry F. Bauer khởi hành đi Norfolk, Virginia vào ngày 8 tháng 1, 1946. Nó thực hiện những chuyến thực tập huấn luyện và cơ động hạm đội tại Đại Tây Dương và vùng biển Caribe. Vào tháng 10 và tháng 11, 1948, nó tham gia tập trận cùng Đệ Nhị hạm đội tại khu vực Bắc Đại Tây Dương, và trong tháng 6 và tháng 7, 1949, nó tiến hành chuyến đi thực tập cho học viên sĩ quan thuộc Học viện Hải quân Hoa Kỳ cùng thiết giáp hạm Missouri (BB-63).
Vào năm 1950, Harry F. Bauer lần đầu tiên được phái sang Địa Trung Hải; nó lên đường vào ngày 9 tháng 9, và quay trở về Charleston, South Carolina vào ngày 1 tháng 2, 1951. Trong những năm tiếp theo nó luân phiên các hoạt động tương tự tại Đại Tây Dương, biển Caribe và các vùng biển Châu Âu. Con tàu ngừng hoạt động vào tháng 9, 1955 và chính thức được cho xuất biên chế tại Charleston vào ngày 12 tháng 3, 1956, được đưa về Hạm đội Dự bị Đại Tây Dương và neo đậu tại Philadelphia, Pennsylvania. Tên nó được cho rút khỏi danh sách Đăng bạ Hải quân vào ngày 15 tháng 8, 1971 và nó bị bán để tháo dỡ vào ngày 1 tháng 6, 1974.

## Phần thưởng
Harry F. Bauer được tặng thưởng danh hiệu Đơn vị Tuyên dương Tổng thống cùng bốn Ngôi sao Chiến trận do thành tích phục vụ trong Thế Chiến II.